# بني حيان
بني حيان هي إحدى القرى اللبنانية من قرى قضاء مرجعيون في محافظة النبطية.

## جغرافيتها
تبعد عن العاصمة 105 كم وعن مركز القضاء 24 كم. يحدها غربا قبريخا وجنوبا طلوسة وشرقا مركبا وشمالا القنطرة والطيبة. مساحتها 7000 هكتار. عدد سكانها مايقارب 2450 نسمة. تعتمد على الزراعة وعلى إيرادات ابنائها في الاغتراب.

## معالمها
يوجد فيها مسجد وحسينية والنادي الثقافي الاجتماعي للبلدة ومركز صحي ومجمع الامام الحسين(ع).
عائلاتها جابر نصار شهاب وضاهر

## من علمائها
- الشيخ محمد الحياني المدفون في العراق
- الشيخ علي نصار
- الشيخ شمس الدين محمد الحياني العاملي، ولد في بني حيان وإليها بنتسب فيقال له (الحياني) من الشعراء المنسيين كان مهاجرا في العراق كما يظهر من شعره وهو من رجال القرن الحادي عشر هجري.[2]